# 水月あるみ
水月 あるみ（みなつき あるみ）は日本の漫画家、イラストレーター、原画家。10月30日生まれ。血液型はB型。

## 経歴・特徴
主に成人向けの作品を執筆している。主として、『COMICポプリクラブ』誌に作品を発表しており、ヒロインの名前を「○○な」で統一していた。
ミルクティーが好物。料理は得意ではないようである。

## 主な作品

### 原画
- 方言×彼女＠はかた （eye★Phon）
- けいれん（CYC　NO-NOS）
- 妹*シスター (Fleur-Soft)
- 恋DOKi (Etoiles)
- モモノコスイーパーズ！ (Etoiles)
- キシカノ (ぷちうさ)
- パニカル・コンフュージョン (Escu:de)

### イラスト・挿絵
- 壱状什『堕ちた翼　-文明監察官アイカ-』（ドリームマガジン）
- 斐芝嘉和『エンマ・フラグムと肛淫の迷宮』（ドリームマガジン）
- 愛内なの『天使とお姫さまのイチャラブ性旅行！』（ぷちぱら文庫）
- 愛内なの『ミニミニな吸血鬼は吸うのが大好き』（ぷちぱら文庫）

### 漫画

#### 単行本
- 『なないろSchoolGirl』（20120726,MAX,ISBN　978-4-86379-075-9

収録作品：「すうぃ～とバレンタイン!」・「らぶ・しょーたいむ」・「プリティ✩アタック」・「プリティ✩アタック　ねくすと」・「保健室レッスン」・「ぷりぃず✩キス✩みぃ」・「ドキドキMeetingRoom」、「穢濁教室」・「渇望－女スパイ薬物アクメ」・「淫乱ウォシュレット」・「その後の保健室レッスン」（描き下ろし）

#### 単行本未収録
- 『トイレのHな娘さん』（COMICポプリクラブ2012年10月号,MAX)
- 『LonelyCat』（COMICポプリクラブ2012年12月号,MAX)
- 『放課後情事』（舞姫無双act03,ブレインハウス)